# Panthera palaeosinensis
Panthera palaeosinensis es una especie de félido panterino extinto que vivió en el Plioceno superior y Pleistoceno inferior hallado en el norte de China y la isla de Java. Es frecuentemente denominado como un ancestro del tigre, Panthera tigris aunque comparta características con todos los grandes felinos actuales. Análisis recientes sugieren que esta especie es cercana al ancestro común del género Panthera.
Fue descrito inicialmente en 1924 como Felis paleosinensis por Otto Zdansky en su trabajo "Jungtertiäre Carnivoren Chinas". El cráneo de Panthera paleosinensis' posee una longitud de 262 milímetros y una longitud de mandíbula de 169 milímetros. Posiblemente en vida este felino sería similar a un jaguar, de constitución gruesa y robusta. El fósil carecía de los caninos cónicos superiores, pero los caninos inferiores sí lo estaban y poseen los típicos surcos verticales del género Panthera. 